# Dreba
Dreba è una frazione della città tedesca di Neustadt an der Orla.

## Storia
Il 31 dicembre 2019 il comune di Dreba venne aggregato alla città di Neustadt an der Orla.